# Panel cerámico de San José de la plaza Mallorca (Castellón de la Plana)
El panel cerámico de San José es un panel cerámico devocional o capillita callejera ubicada en Castellón de la Plana (España). Se emplaza en una ubicación similar a la de su dirección original en la plaza Mallorca de la Capital de la Plana. Estas capillitas dedicadas a una devoción cristiana se popularizaron a mediados del siglo XVIII como una forma de religiosidad popular y emplearon azulejos para representar las imágenes debido prestigio del material en la época, su pervivencia en el tiempo y a la facilidad para ser ejecutados por ceramistas dibujando a mano como si se tratara de un lienzo para un cuadro en un caballete.
Se cree que en toda el municipio de Castellón existen alrededor de 50 paneles cerámicos devocionales de todas las épocas. Los 7 más antiguos, es decir los que sobrevivieron a las corrientes iconoclastas y estéticas de principios del siglo XX, y al anticlericalismo que sufrió la ciudad en agosto de 1936 en los albores de la guerra civil española, fueron declarados en 2017 Bienes de relevancia local de forma genérica por la reforma de la Ley de Patrimonio Cultural Valenciano, y por ello incluidos en el Catálogo de protecciones del patrimonio etnológico del Ayuntamiento de Castellón aprobado en 2021.

## Descripción
Este panel cerámico devocional se emplaza en un lugar similar a su posición original debido a que esa casa fue derribada y se edificó una nueva en su lugar. Actualmente esta posición es la fachada trasera de un de viviendas en altura, su ubicación exacta está entrando a la plaza Mallorca por el pequeño callejón que la une con la calle San Francisco. El panel se encuentra pegado a la pared y perfilado con una moldura lisa de piedra artificial de 60 x 50 cm. 
Está formado por un conjunto de 9 azulejos que se disponen en tres hileras de 3 piezas cada una, 6 de las piezas tiene un tamaño de 20 x 20 cm y las otras 3 colocadas en la banda derecha miden  20 x 10 cm, y parece que fueron fabricadas en algún obrador local en la primera mitad del siglo XIX. La imagen representa a San José de pie con el niño Jesús en el brazo sin muchos elementos decorativos. En la parte inferior, dentro de una cartela blanca, figura el nombre del santo «S. LOSE», con la letra J del revés.
Presenta un estado de conservación aceptable y está exento de elementos impropios a su alrededor por lo que su visibilidad es buena.

## Entorno urbano
A pocos metros de este panel cerámico devocional, en el n.º 5 de la plaza Mallorca, se encuentra otro panel dedicado también a San José. El panel original estaba compuesto por 12 azulejos de 13 x 13 cm y era la copia de una estampa representando a San José sobre nubes rodeado de ángeles y se perdió durante la guerra civil. Tras ella se colocó un nuevo panel en la misma hornacina con la imagen del santo con el niño en brazos.

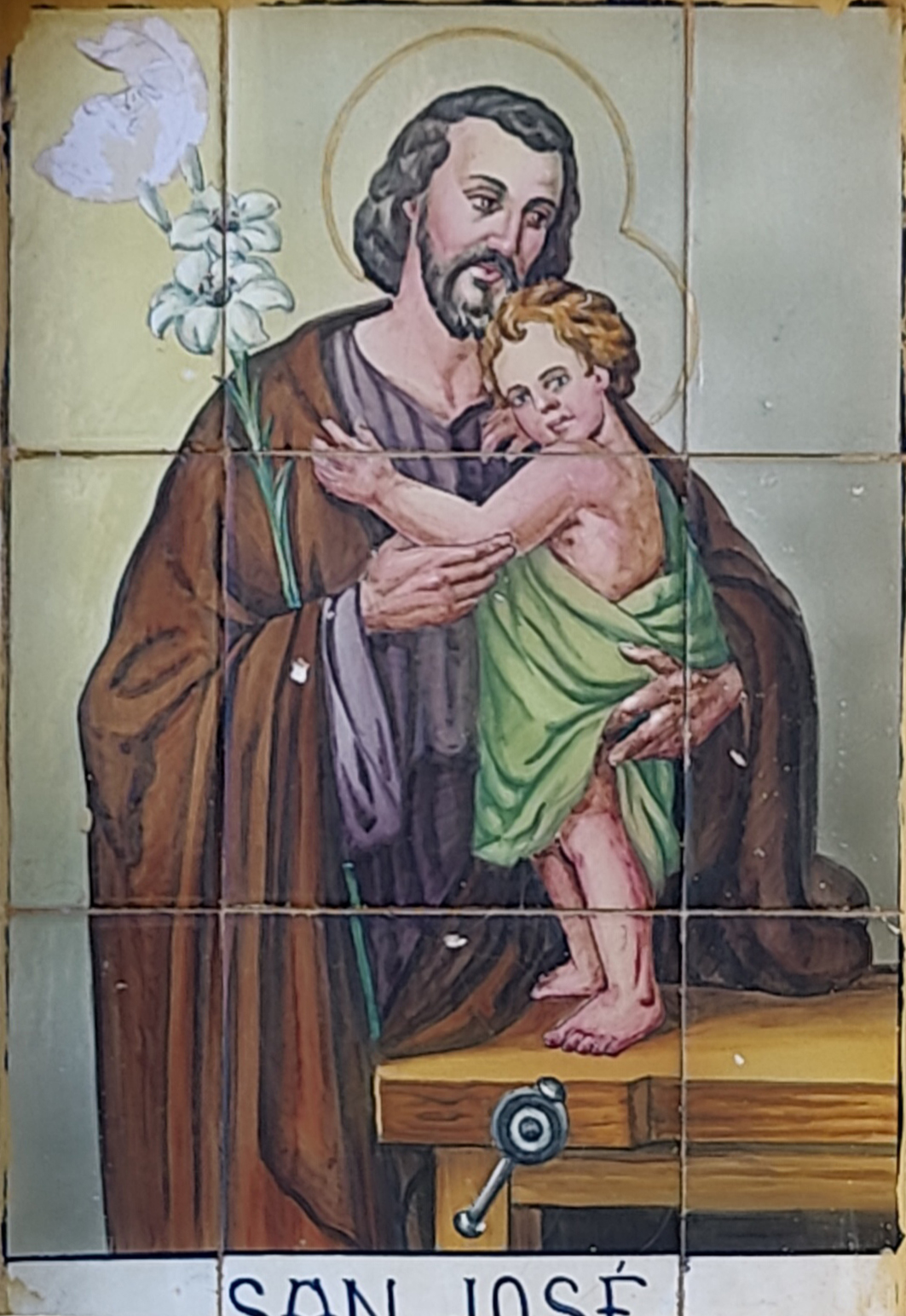
Plaza Mallorca, 5